# 자닌 얀선

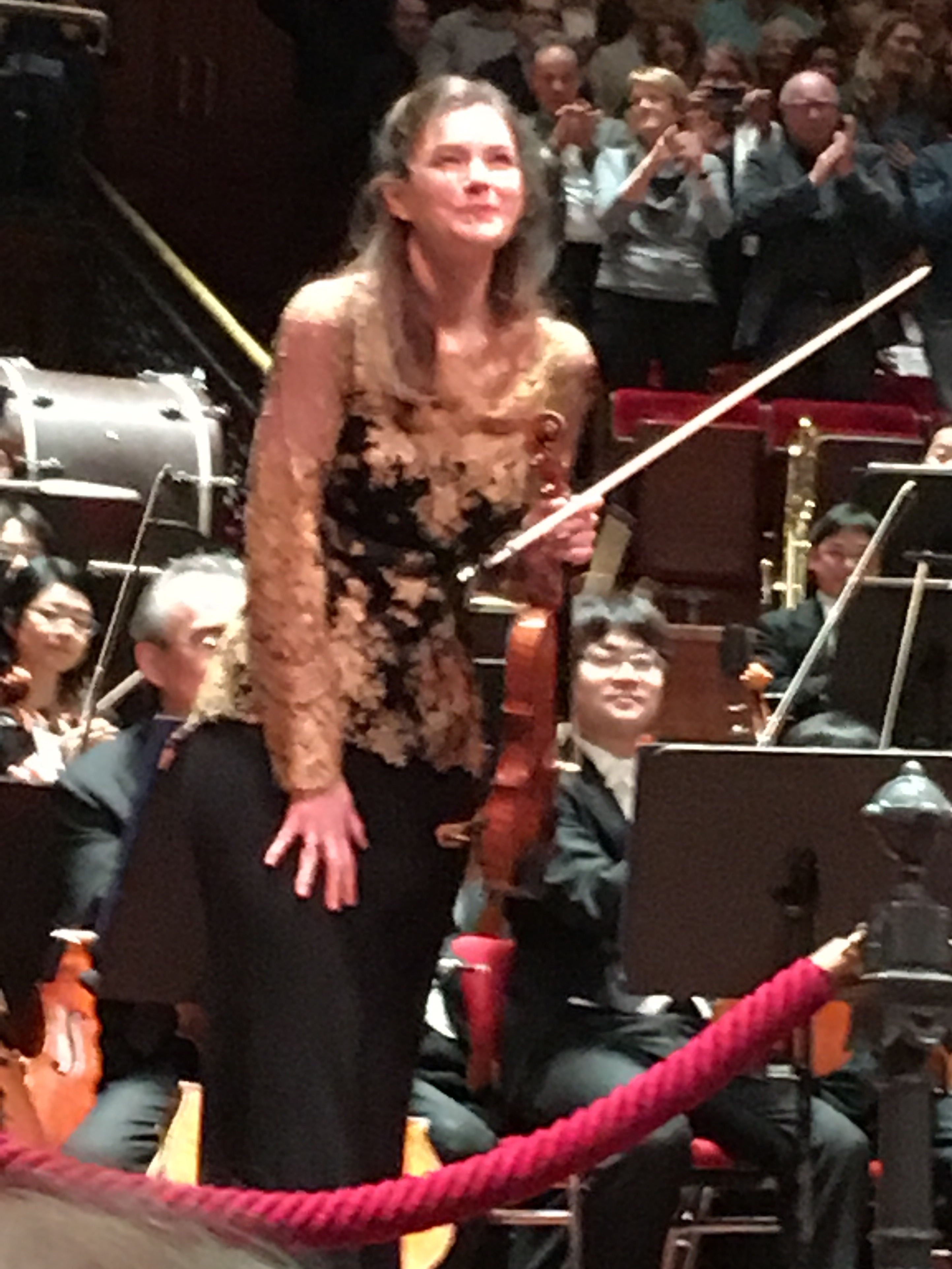

재닌 얀센(네덜란드어: Janine Jansen, 1978년 1월 7일 네덜란드 수스트 ~ )은 네덜란드 출신의 바이올린 연주가이다.

## 삶
재닌 얀센의 아버지와 형제 역시 음악가이며, 그녀는 여섯 살이 되던 해에 바이올린을 처음 연주하기 시작했다.
위트레흐트 대학교에서 수학하였으며, 1997년 암스테르담 콘서트헤보우와 협연하며 데뷔하였다. 2001년 스코틀랜드 국립 청소년 관현악단과의 협연에서 브람스 바이올린 협주곡을 연주하였다. 2003년 BBC 프롬스에서 본 윌리엄스의 종달새의 비상을 연주하였고, 2005년의 같은 연주회에서는 멘델스존 바이올린 협주곡을 연주하였다.
재닌 얀센은 시카고 스트라디바리 협회의 협조로 대여받은 안토니오 스트라디바리의 1727년작 바이올린 '바레리'(Barrere)로 연주한다.
위트레흐트에서 자신의 이름으로 실내악 축제를 열고 있다.
재닌 얀센은 역시 바이올린 연주가이자 그녀의 전 남자 친구인 줄리언 라흘린과 함께 실내악 연주를 한 바 있다.

## 음반
- 《Janine Jansen》 - 모음곡집 (2004년 5월)

데뷔 음반으로 차이콥스키 백조의 호수 중 러시아 춤곡, 본 윌리엄스의 종달새의 비상 등이 수록되었다.
- 《Vivaldi: The Four Seasons》 - 비발디 사계 (2005년 11월)

다운로드 음반 시장에서 꽤 성공을 거두었다.
- 《Mendelssohn & Bruch: Violin Concertos》 (리카르도 샤이/라이프치히 게반트하우스 오케스트라) - 멘델스존 바이올린 협주곡, 브루흐 바이올린 협주곡 1번/비올라 로망스 (네덜란드: 2006년 10월, 세계: 2007년 1월)

이 밖에, 블라디미르 아슈케나지가 지휘하는 클리블랜드 오케스트라와 함께 차이콥스키 바이올린 협주곡을 녹음한 적이 있으나 아직 음반으로는 발매되지 않았다.

## 참고 문헌
1. ↑  “공식 홈페이지의 이력 소개”. 2007년 9월 28일에 원본 문서에서 보존된 문서. 2007년 9월 3일에 확인함.
2. ↑  “스트라디바리 협회”. 2017년 12월 30일에 원본 문서에서 보존된 문서. 2007년 9월 3일에 확인함.
3. ↑  David Patrick Stearns, "Two fine violinists set aside competition for couplehood". Philadelphia Inquirer, 2007년 2월 11일.[깨진 링크(과거 내용 찾기)]
4. ↑  “Michael Church, "Janine Jansen: Queen of the download". The Independent, 4 April 2006.”. 2007년 4월 27일에 원본 문서에서 보존된 문서. 2006년 12월 31일에 확인함.